# Ферретти, Фернандо
Фернандо Ферретти (порт.-браз. Fernando Ferretti; 26 апреля 1949, Рио-де-Жанейро — 29 августа 2011, Араруама), иногда Фернандо Феррети (порт.-браз. Fernando Ferreti) — бразильский футболист, нападающий. Родной брат футболистов Рикардо Ферретти и Бруно Ферретти.

## Карьера
Фернандо Ферретти родился в семье итальянца Виторино Ферретти и бразильянки Ариад де Оливейры. Он начал карьеру в футбольной школе клуба «Ботафого». В возрасте 14 лет футболист перешёл в школу «Сан-Кристована». А позже возвратился в «Ботафого». Перейдя в основной состав, Ферретти был вынужден играть роль запасного, проиграв конкуренцию со стороны Роберто Миранды. Несмотря на это, Фернандо регулярно выходил на поле. Он выиграл с командой два Кубка Гуанабара и два чемпионата штата Рио-де-Жанейро. А в 1968 году отпраздновал победу в розыгрыше Чаши Бразилии, в котором стал лучшим бомбардиром с 7 забитыми голами. Четыре из них Ферретти забил в двух финальных играх с «Форталезой».
В 1971 году Ферретти стал частью сделки по переходу из «Сантоса» в «Ботафого» Карлоса Алберто Торреса. 7 апреля он дебютировал в составе команды в матче с «Ферровиарией» (1:4). 17 марта он забил первый мяч за клуб, поразив ворота «Сан-Бенту» (3:1). В чемпионате штата он забил 6 голов в 18 матчах, став, наряду с Пеле, лучшим бомбардиром команды. Всего он провёл 24 матча и забил 7 голов В середине сезона он уже покинул клуб. Фернандо говорил: «Когда я узнал, что перехожу в „Сантос“, я представлял себя рядом с Пеле, мечтал, что буду много забивать, а в итоге у меня осталась только досада. Команда играла неудачно». Затем форвард перешёл в «Васко да Гаму».
В 1972 году Ферретти возвратился в «Ботафого». Там он выступал три сезона. Всего в составе Ботафого Фернандо провёл 253 матча и забил 85 мячей, по другим данным 256 матчей и 86 голов. Оттуда в 1975 году Ферретти перешёл в ССА. С ним он стал чемпионом штата Алагоас. Годом позже футболист стал игроком «Витории» из Салвадора. Ещё сезон спустя он перешёл в «Сеару», выиграв с командой чемпионство в штате. Завершил карьеру Ферретти в «Атлетико Гоияниенсе» в 1978 году. В конце жизни он долго боролся с онкологией. В 2011 году он попал в больницу с пневмонией, где и скончался 29 августа

## Международная статистика
| Матчи Фернандо Ферретти за олимпийскую сборную Бразилии | Матчи Фернандо Ферретти за олимпийскую сборную Бразилии | Матчи Фернандо Ферретти за олимпийскую сборную Бразилии | Матчи Фернандо Ферретти за олимпийскую сборную Бразилии | Матчи Фернандо Ферретти за олимпийскую сборную Бразилии | Матчи Фернандо Ферретти за олимпийскую сборную Бразилии | Матчи Фернандо Ферретти за олимпийскую сборную Бразилии |
| ------------------------------------------------------- | ------------------------------------------------------- | ------------------------------------------------------- | ------------------------------------------------------- | ------------------------------------------------------- | ------------------------------------------------------- | ------------------------------------------------------- |
| №                                                       | Дата                                                    | Место проведения                                        | Оппонент                                                | Счёт                                                    | Голы                                                    | Турнир                                                  |
| 1                                                       | 11 февраля 1968                                         | Лондрина                                                | Сборная Лондрины и Бандейранте                          | 2:4                                                     | —                                                       | Товарищеский матч                                       |
| 2                                                       | 19 марта 1968                                           | Медельин                                                | Парагвай (олимп.)                                       | 0:0                                                     | —                                                       | Предолимпийский турнир                                  |
| 3                                                       | 24 марта 1968                                           | Барранкилья                                             | Венесуэла (олимп.)                                      | 3:0                                                     | —                                                       | Предолимпийский турнир                                  |
| 4                                                       | 5 апреля 1968                                           | Богота                                                  | Парагвай (олимп.)                                       | 0:0                                                     | —                                                       | Предолимпийский турнир                                  |
| 5                                                       | 9 апреля 1968                                           | Богота                                                  | Колумбия (олимп.)                                       | 3:0                                                     | —                                                       | Предолимпийский турнир                                  |
| 6                                                       | 14 октября 1968                                         | Мехико                                                  | Испания (олимп.)                                        | 0:1                                                     | —                                                       | Олимпиада                                               |
| 7                                                       | 16 октября 1968                                         | Пуэбла                                                  | Япония (олимп.)                                         | 1:1                                                     | —                                                       | Олимпиада                                               |
| 8                                                       | 18 октября 1968                                         | Пуэбла                                                  | Нигерия (олимп.)                                        | 3:3                                                     | 1                                                       | Олимпиада                                               |

1. ↑  На 85-й минуте встрече Парагвай покинул поле. Бразилии была присуждена техническая победа со счётом 1:0

## Достижения

### Командные
- Обладатель Кубка Гуанабара: 1967, 1968
- Чемпион штата Рио-де-Жанейро: 1967, 1968
- Обладатель Чаши Бразилии: 1968
- Чемпион штата Алагоас: 1975
- Чемпион штата Сеара: 1977

### Личные
- Лучший бомбардир Чаши Бразилии: 1968 (7 голов)